# Ackerbohnenkäfer

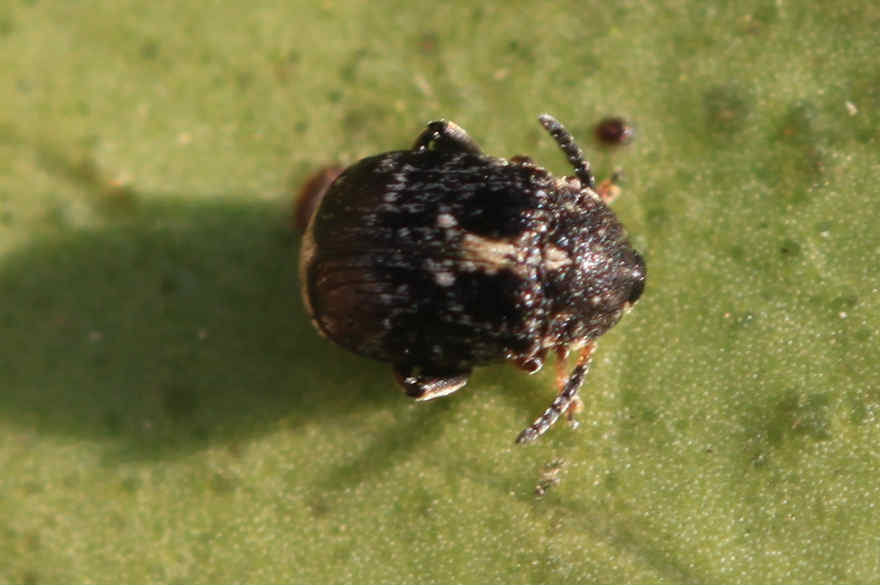
Ackerbohnenkäfer

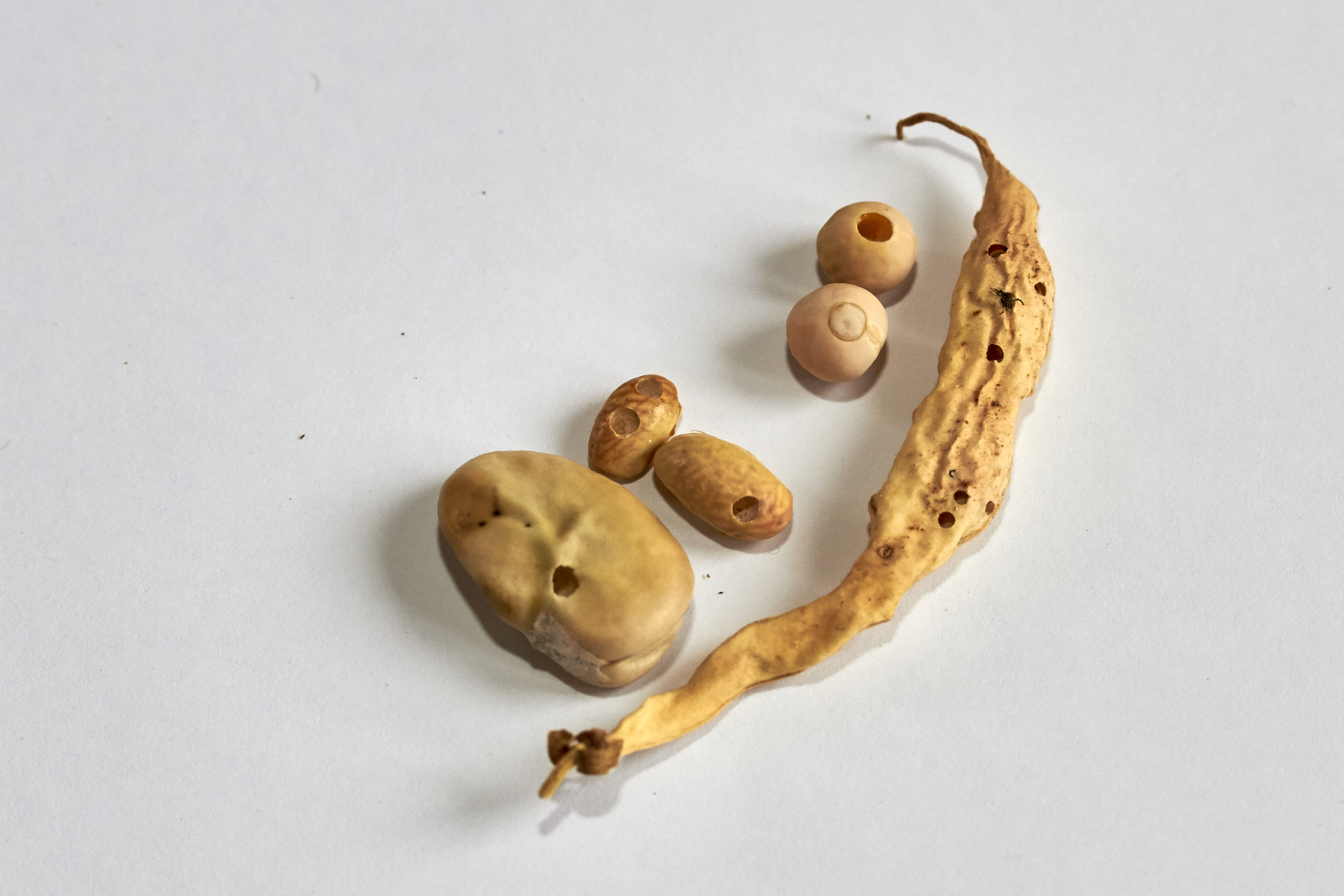
Durch Ackerbohnenkäfer geschädigte Bohnen

Der Ackerbohnenkäfer (Bruchus rufimanus), auch Pferdebohnenkäfer genannt, ist eine Art aus der Unterfamilie der Samenkäfer (Bruchinae).

## Merkmale
Ackerbohnenkäfer gehören mit einer Körperlänge von 4–5 mm zu den größeren Vertretern der Gattung Bruchus. Die Deckflügel sind grau-braun gefärbt und weisen gelbliche Flecken auf, selten sind sie einförmig grau beschuppt (als Unterart velutinus Mulsant beschrieben). Sie bedecken nicht den ganzen Hinterleib. Hinter dem Schildchen befindet sich meist eine rötlich-gelbe Längsmakel. Die vier basalen Fühlerglieder sind orange gefärbt. Die Vorderbeine sind rötlich, die Mittel- und Hinterbeine dagegen grau-schwarz. Die Unterseite ist gelblichbraun behaart. Männchen unterscheiden sich von den Weibchen durch die dickeren Schienen der Mittelbeine, die zudem gebogen und etwas gedreht sind, sie tragen auf der Hinterseite eine Längsfurche sowie einen kurzen Endsporn.

## Vorkommen
Die Käfer sind in Europa weit verbreitet. Als ihr ursprüngliches Verbreitungsgebiet wird Afrika genannt. In Nordamerika wurde die Art eingeschleppt und ist dort ebenfalls weit verbreitet.

## Lebensweise
Die Käfer bilden eine Generation pro Jahr. Die Larven der Käferart entwickeln sich vorzugsweise in Ackerbohnen (Vicia faba). Es werden aber auch andere Schmetterlingsblütler (Faboideae) wie Phaseolus, Wicken (Vicia), Platterbsen (Lathyrus), Lupinen (Lupinus), Erbsen (Pisum), Linsen (Lens) und Kichererbsen (Cicer) als Wirtspflanzen genutzt. Die Käferart gilt als Agrarschädling. Die Larven bohren sich in die sich entwickelnden Sämlinge und ernähren sich von der Frucht. Häufig entwickeln sich mehrere Larven in derselben Bohne. Im Gegensatz zu verwandten Arten verlassen die Ackerbohnenkäfer im Haus meist schon im Herbst die Bohnen. Die Eiablage an der Wirtspflanze beginnt im Juni bis Juli, es werden bis zu 30 Eier pro Hülsenfrucht abgelegt. Die Larve bohrt sich von außen in das Samenkorn ein. Die Jungkäfer schlüpfen ab Anfang August, sie nagen dazu ein kreisrundes Loch. Die imaginalen Käfer besuchen Blüten, bevorzugt der Bohnen selbst. Ein Teil der Käfer schlüpft nicht und verharrt in den Bohnen, diese werden im nächsten Jahr bei der Aussaat mit gesät und infizieren so den neuen Bestand. Die Käfer können bis zu 16 Monate überleben. Eine Anbaupause von Ackerbohnen für drei Jahre kann die Vermehrung des Käfers erschweren.

## Schadwirkung
Die Schädigung des Saatgutes durch die Käferlarven führt wahrscheinlich zu einer erhöhten Pilzinfektion. Außerdem treten Ertragsschäden auf. Aus diesem Grunde werden in der Landwirtschaft vor dem Schieben der ersten Hülsen Pflanzenschutzmittel gegen die Käfer eingesetzt. Die Art befällt Bohnen auf dem Feld (Freilandschädling), als Vorratsschädling in Lagern oder im Haushalt ist sie bedeutungslos.

## Natürliche Feinde
Die Eier des Ackerbohnenkäfers werden von verschiedenen Brack- und Erzwespen (darunter Triaspis stictostiba, Triaspis thoracicus und Uscana semifumipennis) parasitiert.

## Ähnliche Arten
- Bruchus atomarius – kleinere Art, Unterschiede in der Behaarung der Flügeldecken und der Ventralseite.[2]